# Brzoza karłowata

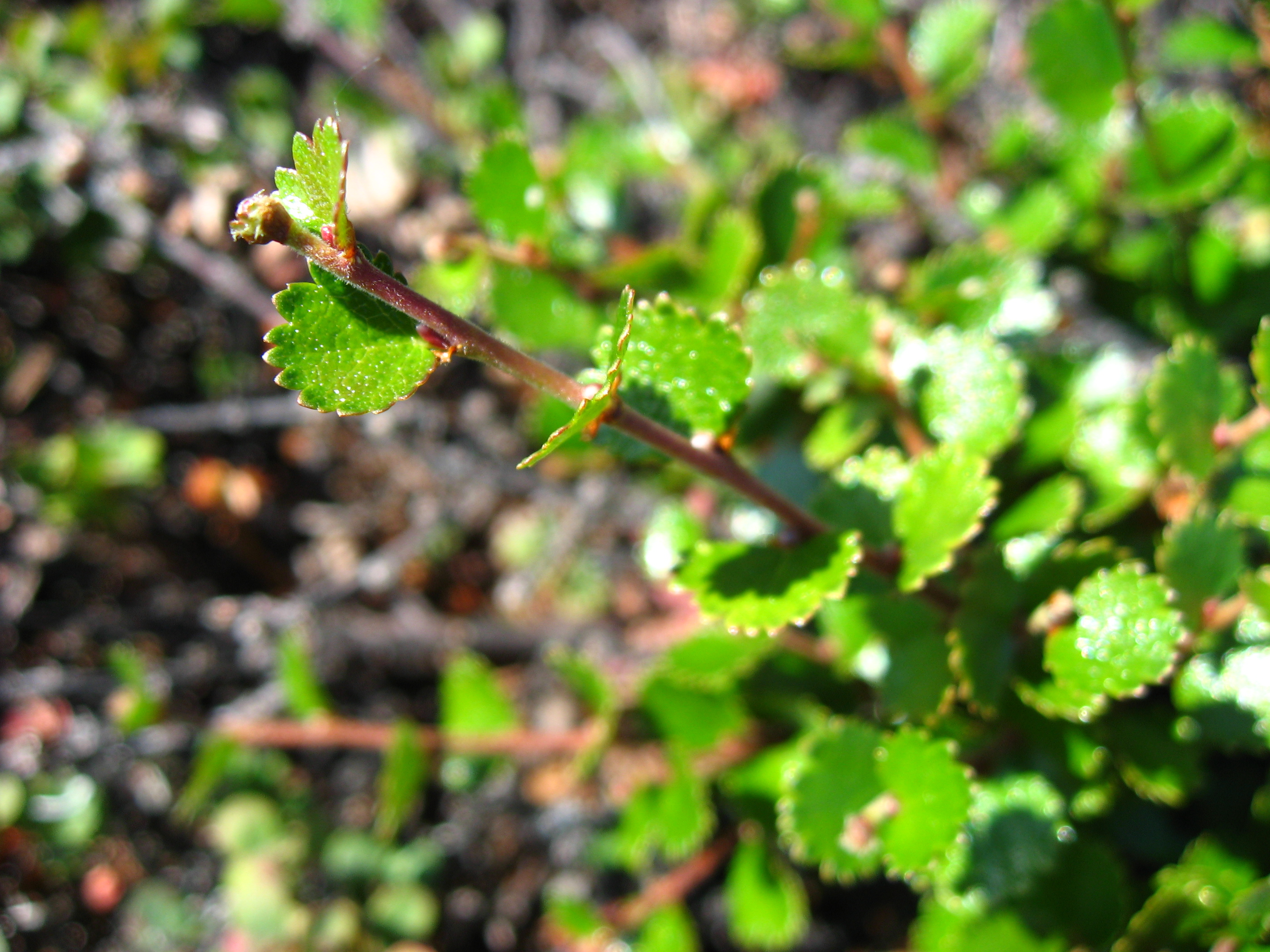
Gałązki brzozy karłowatej

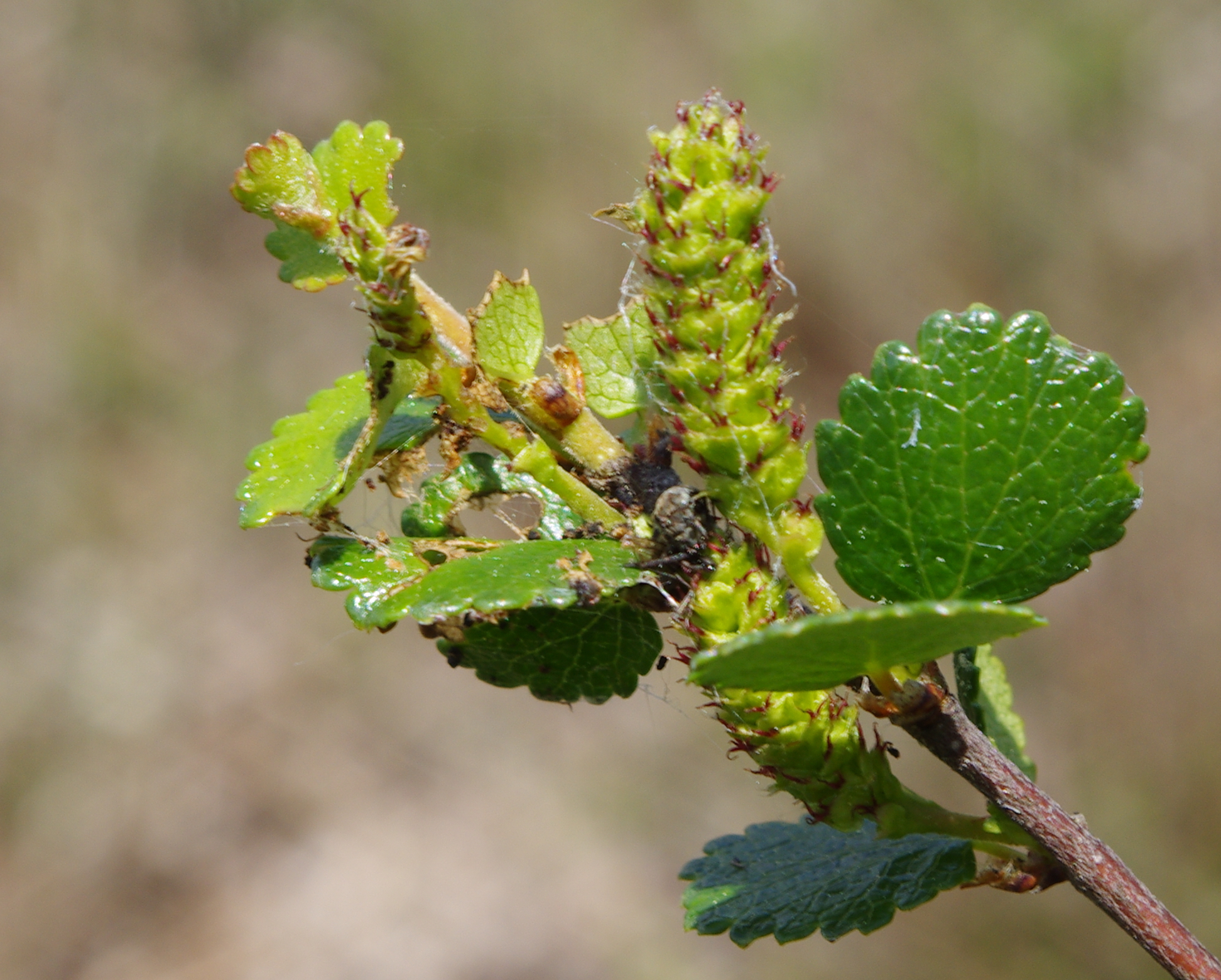
Kwiatostany brzozy karłowatej

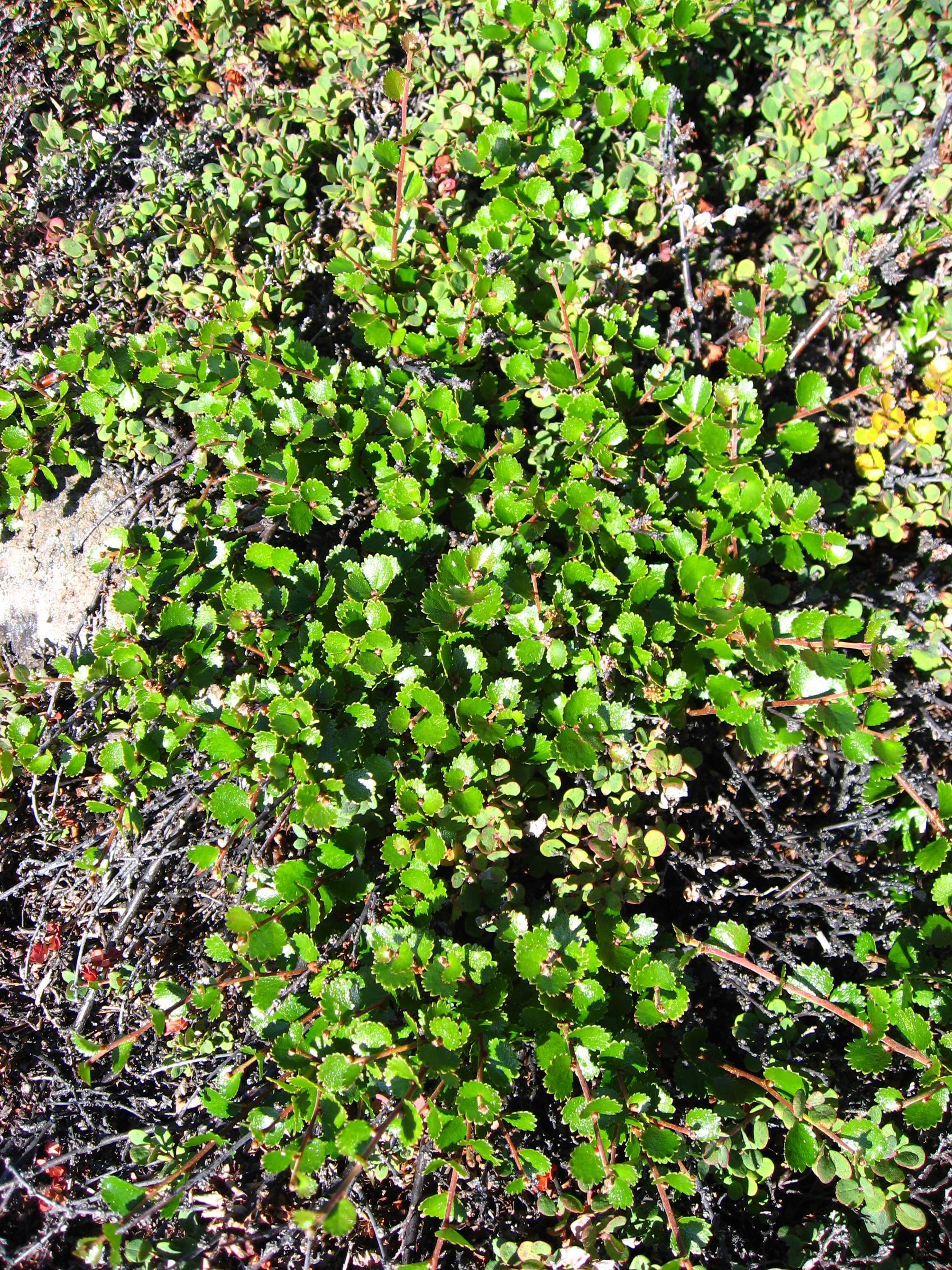
Brzoza karłowata na Grenlandii

Brzoza karłowata (Betula nana L.) – gatunek karłowatego krzewu z rodziny brzozowatych (Betulaceae). Występuje głównie w tundrze półkuli północnej. We florze polskiej brzoza karłowata jest reliktem glacjalnym.

## Rozmieszczenie geograficzne
Zasięg geograficzny obejmuje tereny w strefie klimatu arktycznego i umiarkowanego chłodnego na półkuli północnej. Rośnie w północnej Azji i Europie. Na kontynencie tym izolowane stanowiska znajdują się w części środkowej (m.in. w Polsce), a nawet południowej (Rumunia, Włochy, Francja), gdzie rośnie na odizolowanych stanowiskach w górach. W Ameryce Północnej występuje na Grenlandii, w Kanadzie i Alasce.
W polskich Karpatach roślina wyginęła. W Polsce występuje jeszcze na 3 reliktowych stanowiskach:
- Pojezierze Chełmińskie – rezerwat przyrody Linje
- Góry Izerskie – rezerwat przyrody Torfowisko Doliny Izery
- Góry Bystrzyckie – rezerwat "Torfowisko pod Zieleńcem", skąd również został podany na początku XX w. mieszaniec z brzozą omszoną B. nana × pubescens (B. ×intermedia Thomas ex Rchb.).

## Morfologia
PokrójKrzew lub krzewinka o wysokości rzadko przekraczającej 1 m i szerokości ok. 0,5–1,2 m.
PędyBardzo ciemne, niemal czarne. Pączki okrągławe, bardzo drobne, pędy skrócone bardzo drobniutkie. Młode pędy omszone, potem łysiejące.
KwiatyRoślina jednopienna, ale kwiaty męskie i żeńskie zebrane są w oddzielne kwiatostany – kotki. Żeńskie kotki wyrastają pojedynczo na bocznych krótkopędach, podczas owocowania osiągają długość 1,5 cm. Wałeczkowate kotki męskie mają długość 0,5–1,5 cm i wyrastają na wierzchołkach lub po bokach pędów.
LiścieMałe, prawie okrągłe, o brzegu nierównomiernie ząbkowanym, ciemnozielone, połyskujące, jesienią zielonożółte lub żółte. Długość 0,5–1,5 cm, ogonki bardzo krótkie, przylistki trwałe. Młode liście są owłosione i mają żywiczne gruczołki, starsze są nagie. Jesienią liście przebarwiają się na żółtopomarańczowo.
OwocWąsko oskrzydlone orzeszki.

## Biologia i ekologia
Roślina wieloletnia, nanofanerofit. Kwitnie w kwietniu–maju, jest wiatropylna. Preferuje gleby kwaśne, torfiaste, odpowiednio wilgotne. Rośnie na torfowiskach wysokich i ich obrzeżach. Roślina całkowicie mrozoodporna. W klasyfikacji zbiorowisk roślinnych gatunek charakterystyczny dla związku (All.) Oxycocco-Empetrion. Liczba chromosomów 2n= 28.

## Zmienność
Tworzy mieszańce z brzozą brodawkowatą i b. omszoną.
Wyróżniane są dwa podgatunki:
- Betula nana L. subsp. exilis (Sukaczev) Hultén (syn. Betula exilis Sukaczev) występujący w północnej Azji i Ameryce Północnej.
- Betula nana L. subsp. nana występuje w Europie, na Grenlandii i we wschodniej części kanadyjskiej prowincji Terytoria Północno-Zachodnie.

## Zagrożenia i ochrona
Roślina objęta w Polsce ochroną gatunkową.
Kategorie zagrożenia gatunku:
- Kategoria zagrożenia w Polsce według Czerwonej listy roślin i grzybów Polski (2006)[11]: V (narażony na wyginięcie); 2016: EN (zagrożony)[12]
- Kategoria zagrożenia w Polsce według Polskiej Czerwonej Księgi Roślin: EN (endangered, zagrożony)[13]

Najpoważniejszym zagrożeniem dla tej rośliny jest osuszanie podmokłych terenów na których występuje oraz zagłuszanie jej przez inne, bardziej ekspansywne drzewa.

## Zastosowanie
- Roślina ozdobna: gatunek polecany na wrzosowiska oraz do ogrodów skalnych i naturalistycznych.